# 响岩镇
响岩镇，是中华人民共和国四川省绵阳市平武县下辖的一个乡镇级行政单位。

## 行政区划
响岩镇下辖以下地区：
场镇社区、涪江村、清水村、鹤亭村、大水村、青山村、青峰村、中峰村、前峰村、大田村、南泽村、三桥村、同心村、双凤村、青林村和椒园村。